# FN-Motorräder

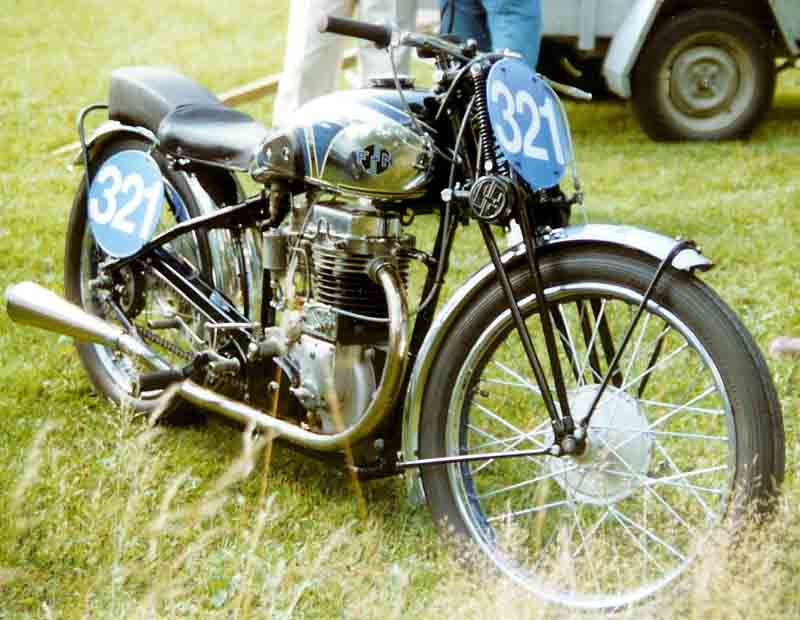
FN-Rennmaschine

Die belgische Firma Fabrique Nationale d’Armes de Guerre (auch Fabrique Nationale Herstal), besser bekannt unter dem Namen Fabrique Nationale (FN), mit Sitz in Herstal bei Lüttich wurde 1889 gegründet. Außer Waffen wurden früher auch Automobile, Motorräder und Fahrräder hergestellt. Dieser Artikel beschäftigt sich mit den von FN gebauten Motorrädern.
Ab 1901 wurden FN-Motorräder gebaut. Das erste Motorrad hatte einen 133-cm³-Einbaumotor des Herstellers De Cosmo mit 1,25 PS (919 W). Der Viertaktmotor hatte ein Einlass-Schnüffelventil, die Kraftübertragung zum Hinterrad übernahm ein breiter Lederriemen. Im Aussehen war es mehr ein Fahrrad mit Hilfsmotor.
Zwei Jahre später erschien ein Modell mit 188-cm³-Motor, der 1904 auf 300 cm³ vergrößert wurde. Dieses Motorrad hatte Pedale zum Mittreten beim Anfahren und bei Bergauffahrten, der Motor saß jetzt vor dem Tretlager. Das bei der ersten Maschine außenliegende Schwungrad war jetzt im Motorgehäuse. Im April 1904 erreichte Osmont (Startnummer 58) auf einer FN 300 im Ausdauerrennen Paris–Bordeaux–Paris nach 1.200 km als Vierter das Ziel.
1905 brachte FN das erste Motorrad mit einem Vierzylinder-Reihenmotor auf den Markt. Es war unter der Leitung von Paul Kelecom entwickelt worden, hatte 362 cm³ Hubraum und Schnüffelventile auf der Einlassseite. Die Kraft wurde ohne Kupplung über eine gelenklose Antriebswelle (keine Kardanwelle) zum Hinterrad übertragen. Eine Besonderheit war die gefederte Vorderradgabel. 1906 wurde der Motor auf 410 cm³ vergrößert und ab 1908 wurde auch eine Kupplung eingebaut. Eine bei der Isle of Man TT 1908 gestartete FN errang mit dem Piloten Ronald Clark den dritten Platz im Twin-Cylinder-Rennen.
1909 erschien eine 250-cm³-Maschine, ebenfalls mit Wellenantrieb und auf Wunsch mit zwei Gängen. Im Jahr 1911 wurden bereits rund 2.600 Motorräder produziert und in 41 Länder exportiert. Auch die Armee des Zaren fuhr FN. 1913 baute FN in der Vierzylindermaschine ein Zweiganggetriebe hinter der Antriebswelle ein und ein Jahr später ein separates Zweiganggetriebe.
Das Vierzylindermodell wurde bis 1926 gebaut, ab 1920 mit einem 750-cm³-Motor. Eine völlig neue Konstruktion erschien 1923. Der 350-cm³-Motor war seitengesteuert und hatte ein gemeinsames Gehäuse mit dem Getriebe, ab 1926 hatte der Motor die Ventile im Zylinderkopf. Diese Motorräder wurden unter den Bezeichnungen M60 und M70 verkauft, wobei letzteres noch den Zusatz Sahara erhielt, nachdem drei belgische Offiziere eine 8.800 km lange Afrikadurchquerung mit der M67 gemacht hatten.
Zur gleichen Zeit wurden auch zwei 500-cm³-Modelle vorgestellt, eine seitengesteuerte und eine OHV-Maschine (M67). Die Motorräder wurden kontinuierlich verbessert und 1937 entstand ein überwiegend für militärische Zwecke gebautes Motorrad mit einem 992 cm³ großen Zweizylinder-Boxermotor, die FN M12. Nach dem Zweiten Weltkrieg wurden 1945 einige neue Modelle, die alle auf den Vorkriegskonstruktionen basierten, gebaut (unter anderem die FN M13) und bis Mitte der 1960er Jahre wurden hauptsächlich Mopeds produziert.

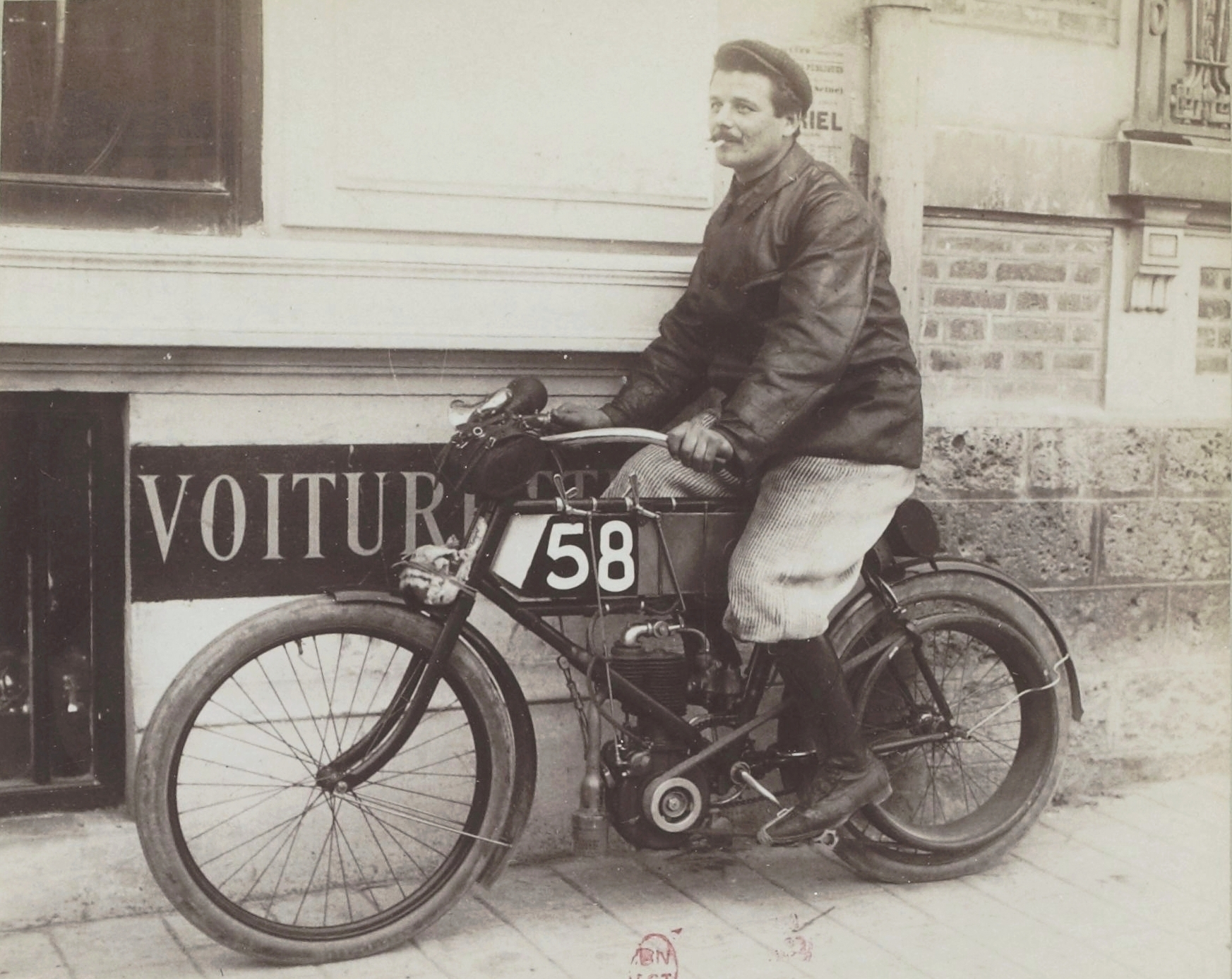
Osmont auf FN 300 (Paris–Bordeaux–Paris 1904)
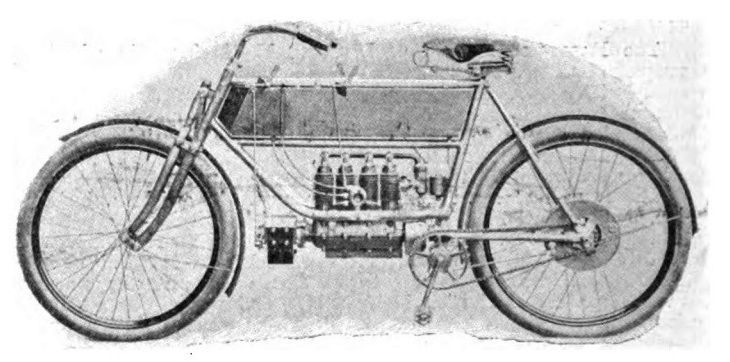
FN 3.5 HP 4 cyl. (1904).
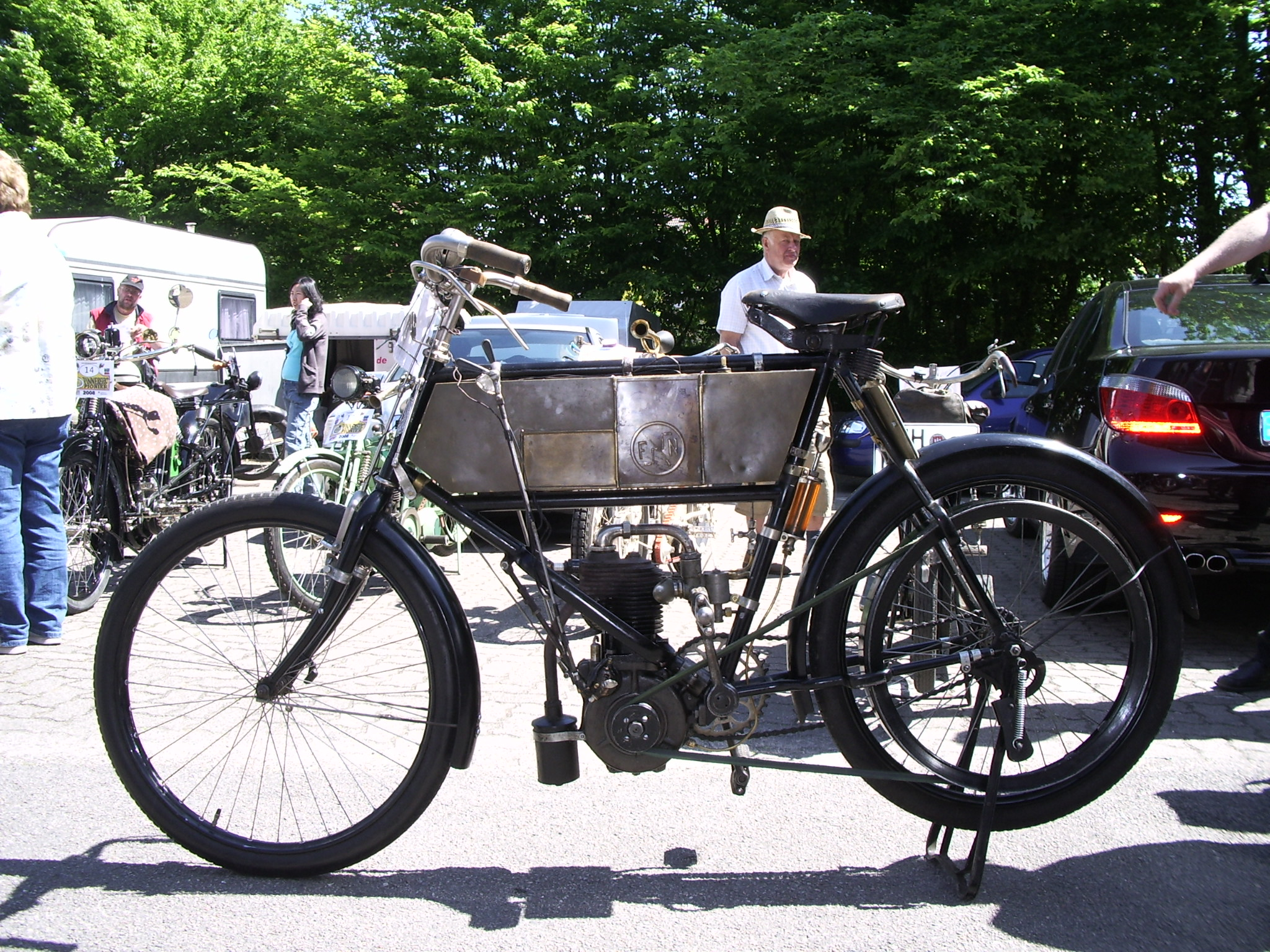
FN von 1903
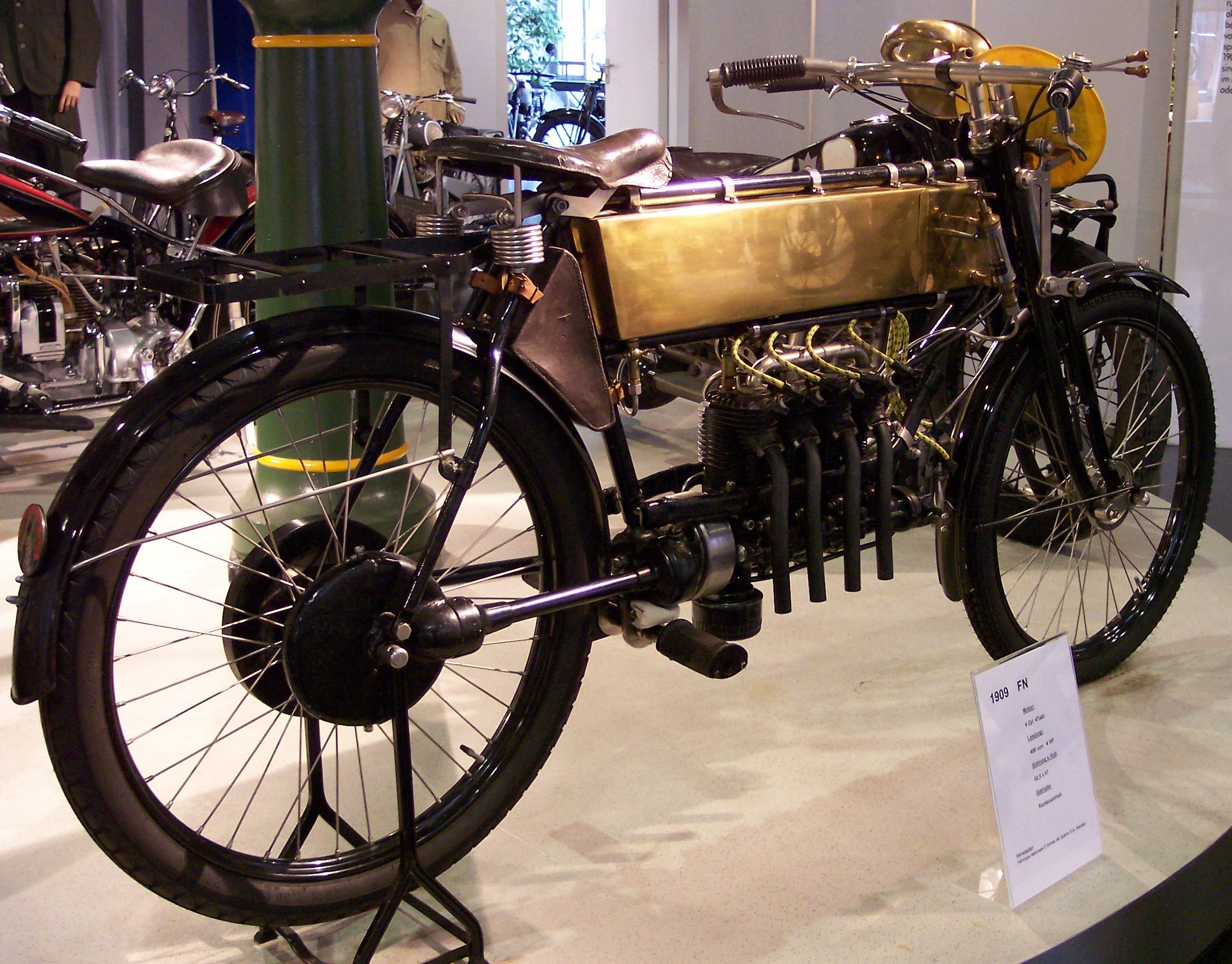
FN-Vierzylinder mit Kardanantrieb 1909
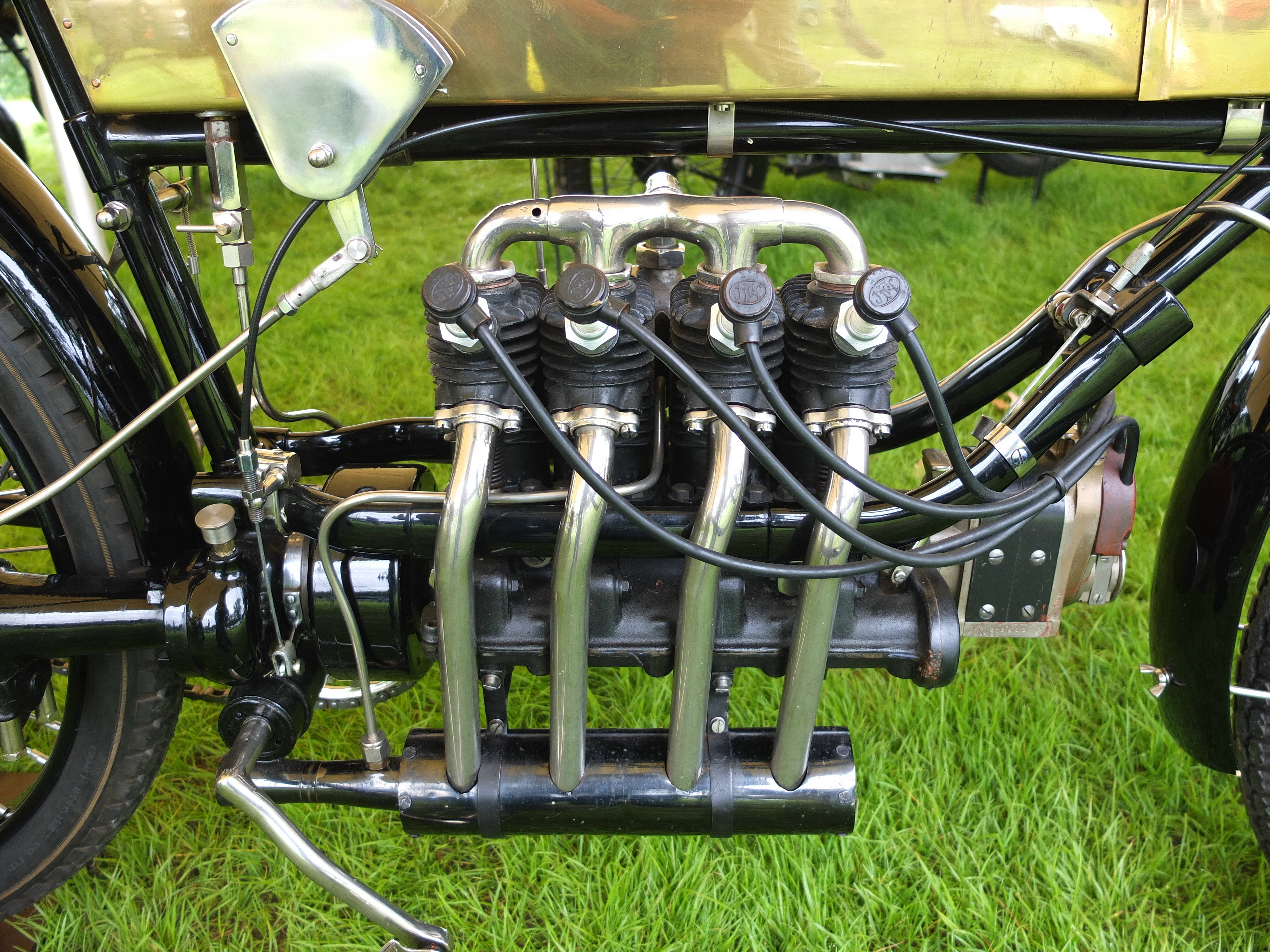
Vierzylindermotor 1909
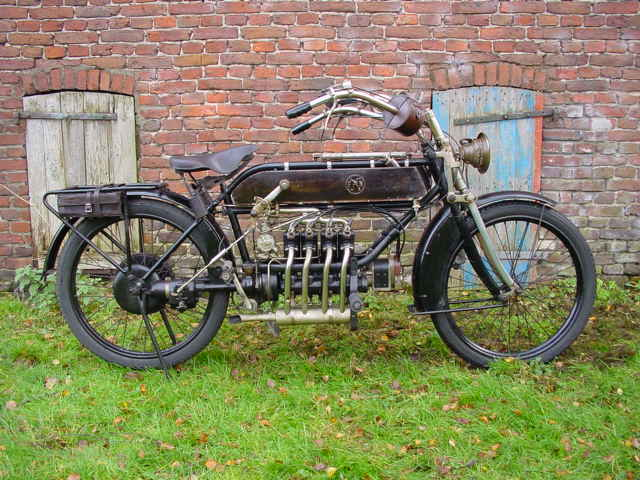
FN 500 1913 mit Kardangetriebe
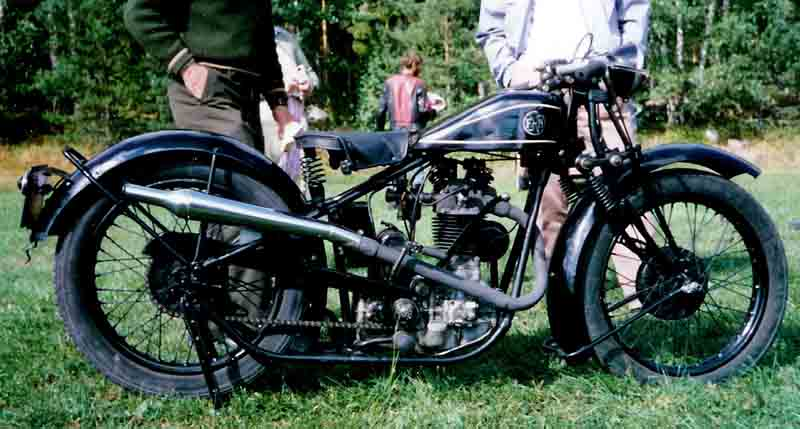
FN-Einzylinder
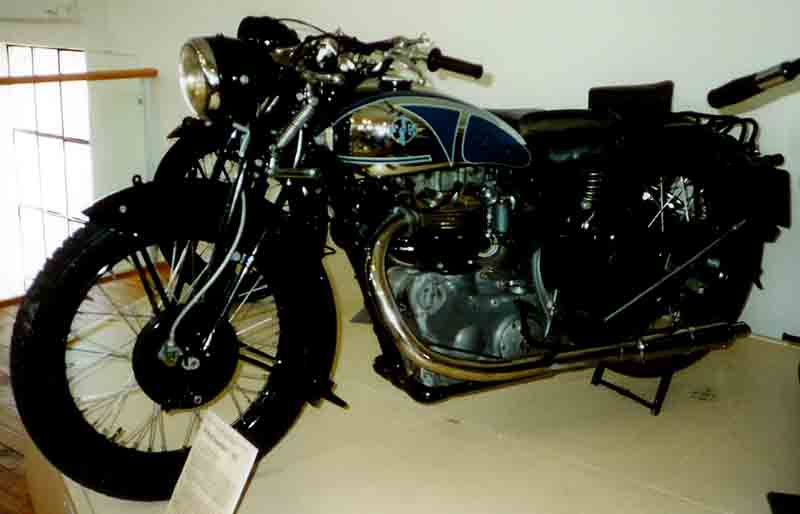
FN-M86

## FN und der Motorradsport
Ab 1922 baute FN Motorräder für den Rennsport, mit denen viele Siege und Weltrekorde errungen wurden. Bereits 1923 gewann FN mit dem Fahrer Jean Huynen den belgischen Grand Prix in der 350-cm³-Klasse. 1926 stellte die belgischen Fahrer Flintermann, Lovinfosse und Sbaiz in Monza innerhalb von 24 Stunden 17 Weltrekorde in der 350-cm³-Kategorie auf. Der Rekord über 24 Stunden wurde auf eine Durchschnittsgeschwindigkeit von 105,25 km/h verbessert. Im Herbst 1926 wurden drei Weltrekorde über kürzere Distanzen erreicht. In der 500-cm³-Klasse 127,7 km/h für den stehenden Kilometer.
1930 engagierte FN den englischen Konstrukteur Dougal Marchant für die Weiterentwicklung der Rennmaschinen. Der neu entwickelte Königswellenmotor mit Haarnadelventilfedern war schnell, aber noch nicht zuverlässig. Trotzdem stellte Wal Handley am 24. August 1931 mit der 500er einen neuen Weltrekord über die fliegende Meile auf (195,14 km/h). Mit einer 350er-Maschine fuhr er den Weltrekord über fünf Kilometer mit 179,6 km/h im Schnitt.
Ab 1932 beteiligte sich FN wieder am Straßenrennsport. Unter der Leitung des Ingenieurs Van Hout wurde eine 500-cm³-Kompressormaschine gebaut, die 54 PS (40 kW) leistete und mit der René Milhoux 1934 einen neuen Rekord über den fliegenden Kilometer mit 224,019 km/h aufstellte. Bei der Dutch TT in Assen, bei dem 1934 die EM-Titel vergeben wurde, gewann der FN-Fahrer Pol Demeuter die Europameisterschaft in der 500er-Klasse. Einige dieser Rennmotorräder wurden auch an Privatfahrer verkauft und eine Straßenversion kam in den Handel, die M 86 Grand Prix, jedoch mit einem einfacheren Motor mit seitlicher Nockenwelle. Für dieses Motorrad garantierte FN eine Höchstgeschwindigkeit von 160 km/h.
1938 ging FN beim Großen Preis der Schweiz in Genf mit einer neuen Zweizylinder-OHC-Kompressormaschine an den Start, die sich als zu schwer und nicht sehr standfest erwies. Da FN mittlerweile auch die Montage von Peugeot-Fahrzeugen für Belgien übernommen hatte und die Waffenproduktion stark zunahm, wurde die Weiterentwicklung von Motorrädern eingestellt.